# Nowy Stręczyn
Nowy Stręczyn – kolonia w Polsce, położona w województwie lubelskim, w powiecie łęczyńskim, w gminie Cyców.
W latach 1975–1998 miejscowość administracyjnie należała do województwa chełmskiego.
Kolonia stanowi sołectwo gminy Cyców. Według Narodowego Spisu Powszechnego z roku 2021 kolonia liczyła 357 mieszkańców.

## Części kolonii
| SIMC    | Nazwa      | Rodzaj                                   |
| ------- | ---------- | ---------------------------------------- |
| 0102060 | Podzosinie | przysiółek kolonii                       |
| 1021240 | Żabia      | przysiółek kolonii (zniesiony w 2023 r.) |

## Historia
Nowy Stręczyn notowany jako  Streczowo w roku 1564, w roku 1786 Stęczyn, Stęczyn i Stręczyn Nowy odnotowany w 1890 r., Stręczyn Nowy i Stręczyn Stary w 1952 r., od 1981 r. Nowy
Stręczyn.
Według spisu powszechnego z roku 1921 Stręczyn Kolonia posiadała 46 domów 490 mieszkańców z których 285 podawało narodowość polską, 2 rusińską, 175 niemiecką (ewangelicy).
Według Narodowego Spisu Powszechnego Ludności i Mieszkań z 2021 roku liczba ludności w kolonii Nowy Stręczyn to 357 mieszkańców z czego 48,2% ludności stanowią kobiety, a 51,8% ludności to mężczyźni. Miejscowość zamieszkuje 4,6% mieszkańców gminy.